# Rittergut Bolzum

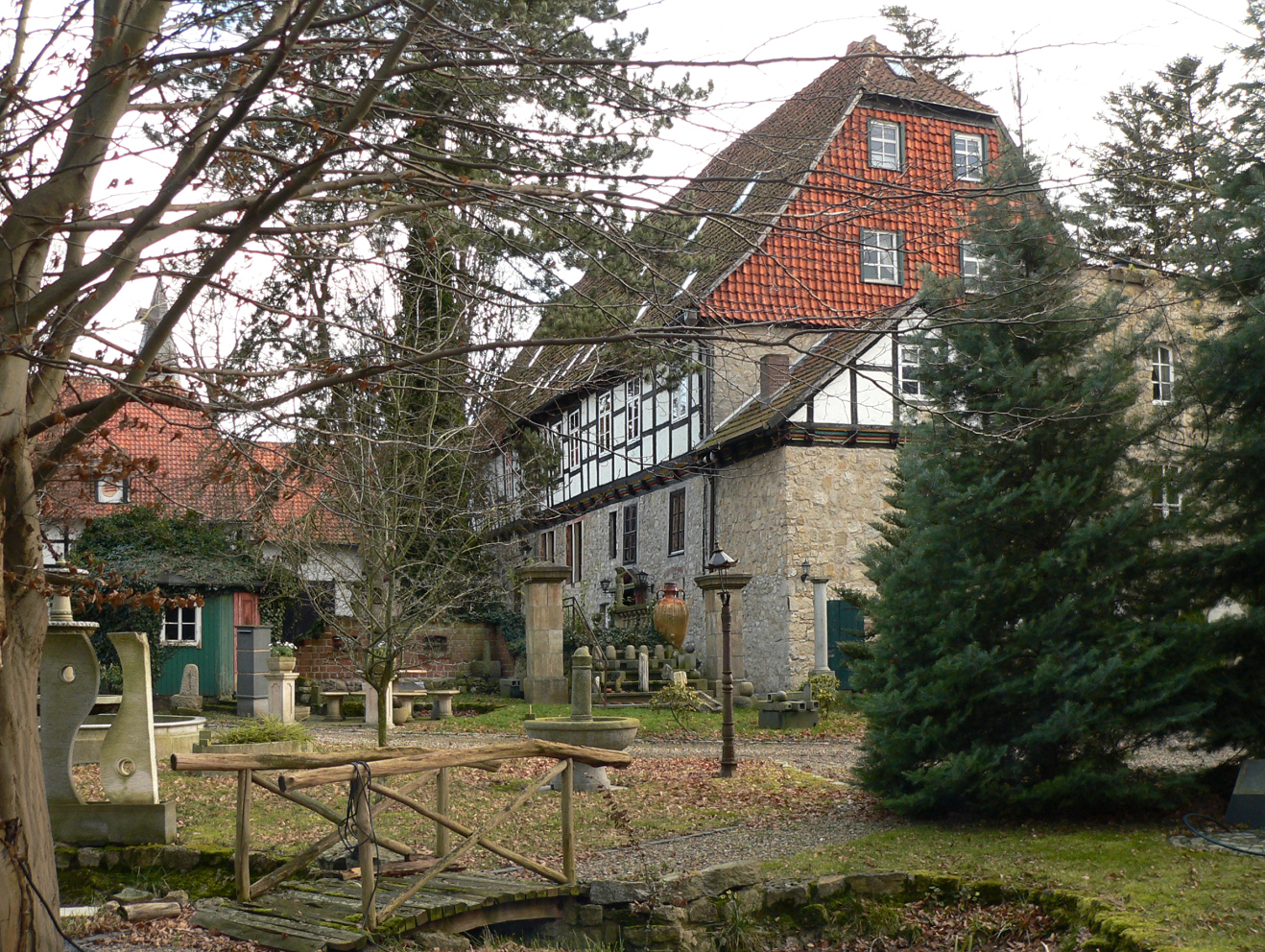
Herrenhaus (2018)

Das Rittergut Bolzum liegt im Ortsteil Bolzum der Stadt Sehnde in Niedersachsen und steht unter Denkmalschutz.

## Beschreibung

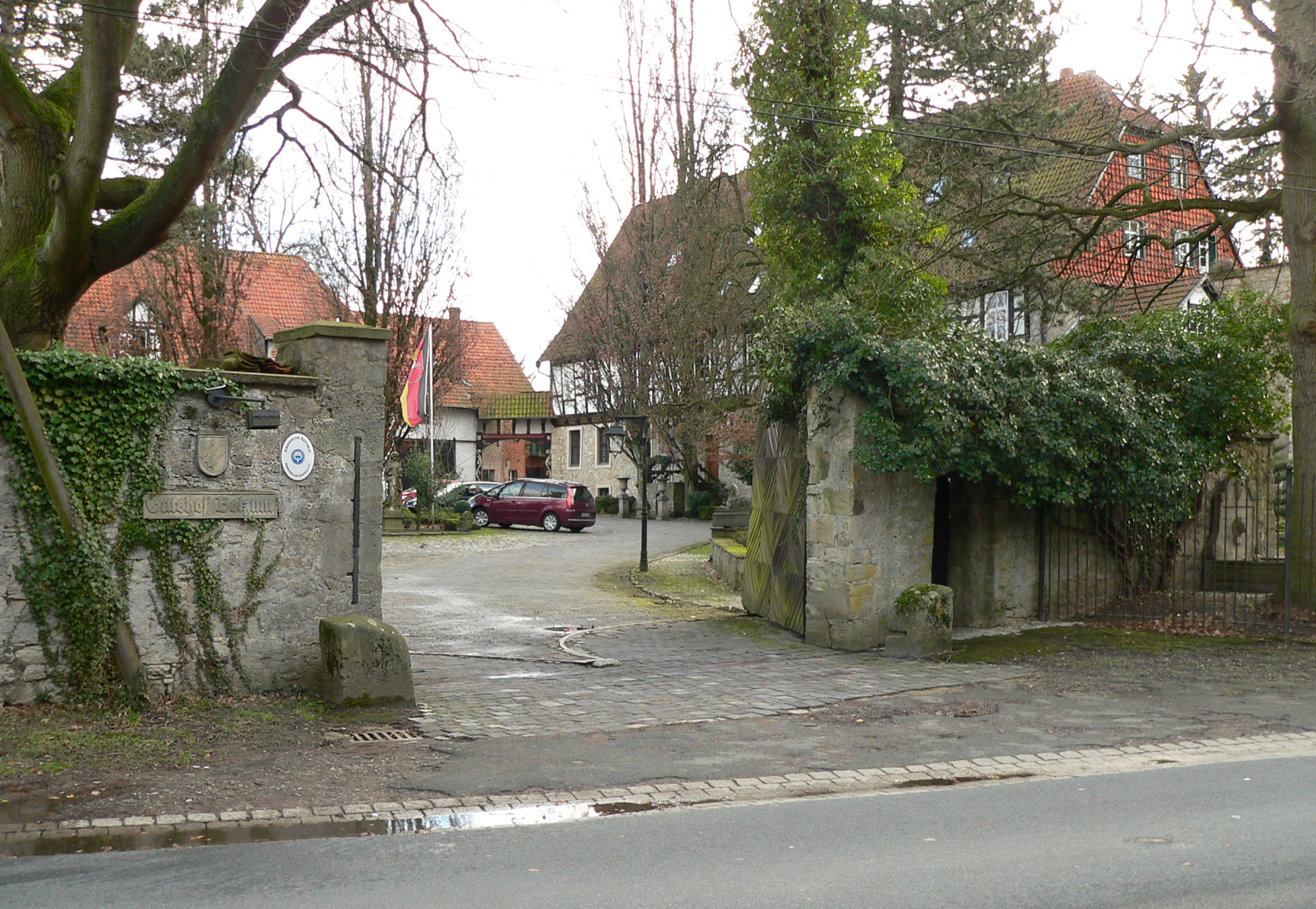
Einfahrt des Ritterguts Bolzum

Der Hof des Ritterguts bildet ein rechteckiges, burgartig abgegrenztes Geviert, das von hohen Umfassungsmauern aus Kalkstein umgeben ist. Sie werden zum Teil von den Rückseiten der den Hof umgebenden Wirtschaftsgebäude gebildet. Im südwestlichen Bereich befindet sich ein langgezogener Teich. Er ist der Rest eines Wassergrabens, der das Gut umgab. Die Umfassungsmauer im Bereich des Teiches weist kulissenhaft eingebrochene Öffnungen auf.
Das zweieinhalb geschossige Herrenhaus steht auf einem anderthalb geschossigen steinernen Unterbau, der mit seiner Massivbauweise den gehobenen Status des Bauherrn dokumentiert. Das Obergeschoss ist in Fachwerkbauweise ausgeführt. Den Eingang des Herrenhauses bildet ein repräsentatives Portal im Stil der Renaissance mit einer zweiläufigen Freitreppe von 1608. Das obere Stockwerk weist zur Hofseite Vorkragungen, profilierte Füllhölzer mit Schiffskehlen, Fußbänder und Brüstungszier auf. Aufgrund der Bauweise lässt sich das Herrenhaus in die erste Hälfte des 17. Jahrhunderts datieren, so dass es zu den ältesten Belegen dieses repräsentativen Wohnhaustyps gehört. Es entspricht stilistisch Amtshäusern dieser Zeit.

## Geschichte

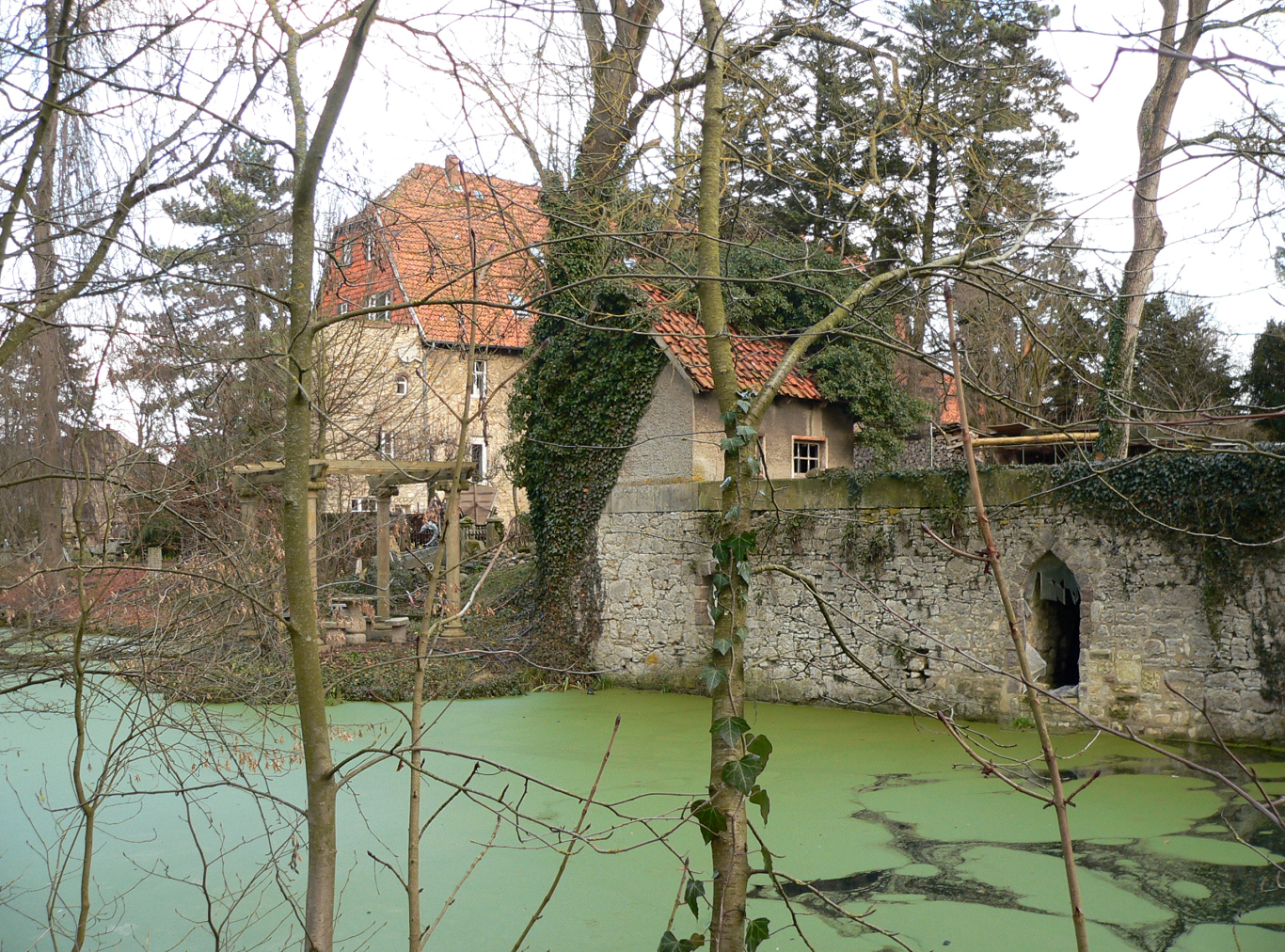
Teich als Rest des Wassergrabens

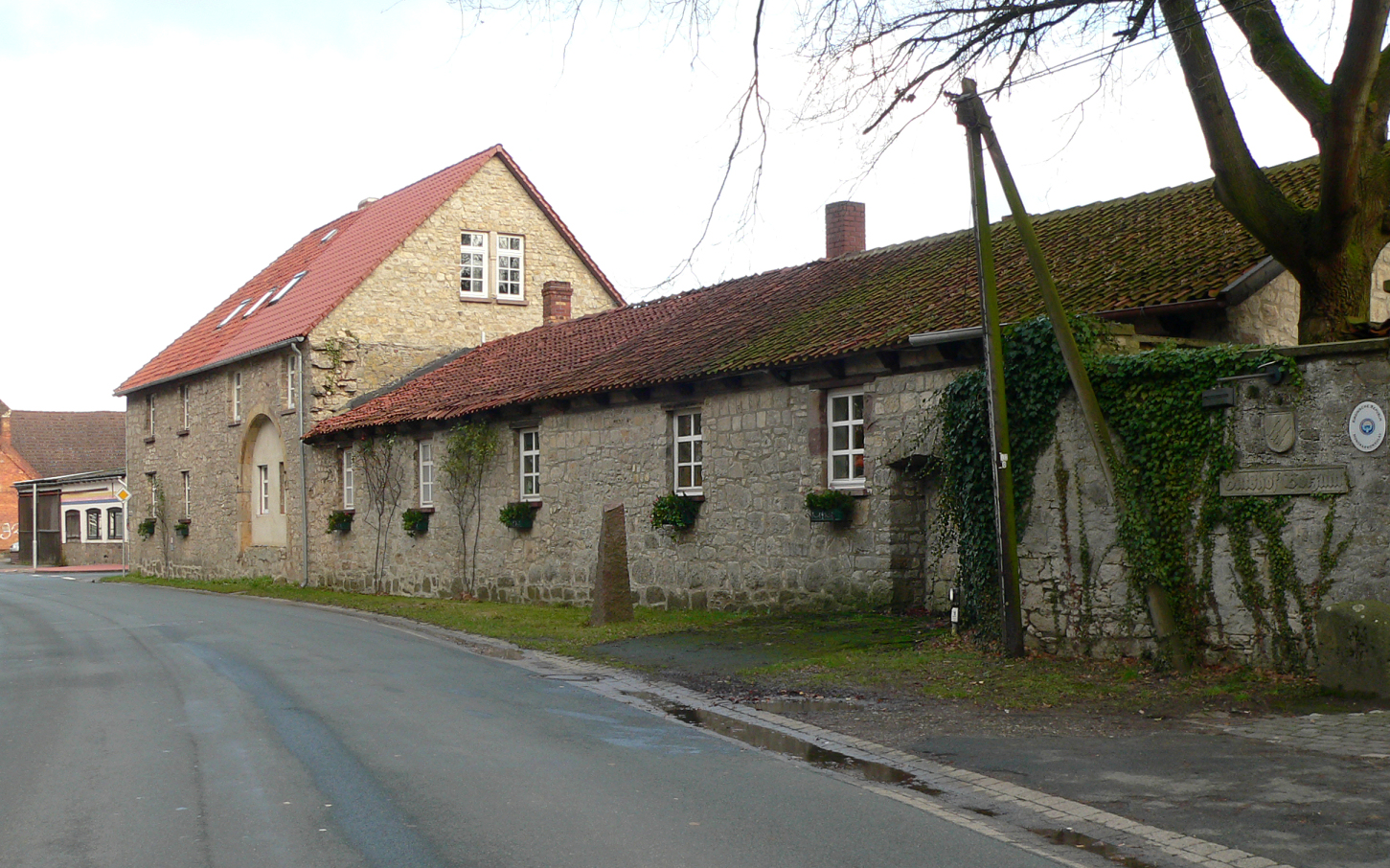
Nebengebäude an der Straße

Die erste Erwähnung des Gutshofes datiert auf das Jahr 1240, als bei einer rechtlichen Auseinandersetzung ein Dietrich von Boltessen als Inhaber des Gutshofes genannt wird. Er stiftete die Bolzumer Kirche. Das Rittergut Bolzum war ein Besitz der Herren von Rautenberg, das sie vom Hochstift Hildesheim zum Lehen hatten. 1608 erwarb es Statius von Münchhausen, der als einer der bedeutendsten Bauherren der Weserrenaissance das Herrenhaus erbauen ließ. Aufgrund seiner finanzieller Schwierigkeiten gehörte ihm das Anwesen nur kurz. Ab 1682 hatten die Freiherren von Frenß und Kendenich das Gut inne, die vom Grafen von Plettenberg beerbt wurden. Von ihm erwarb es 1767 oder 1769 der Hildesheimer Bischof Friedrich Wilhelm als verliehenes Lehen zurück. Das Gut fiel durch den Reichsdeputationshauptschluss von 1803 an das Königreich Preußen und ging 1806 an das napoleonische Königreich Westphalen. Nach dem Wiener Kongress kam es 1815 an das Königreich Hannover. Durch die Preußische Annexionen 1866 wurde das Gut preußische Staatsdomäne, die verpachtet wurde. 1895 wurde das Gut verkauft und wechselte mehrfach den Besitzer. Nach dem Zweiten Weltkrieg wurden im Gutshaus vorübergehend Heimatvertriebene einquartiert. Landwirtschaft wurde auf dem Gutshof bis Anfang der 1970er Jahre betrieben. 1972 ging das Gut in private Hand und wird seither für Wohnzwecke und als Hotel genutzt. Auf dem früheren Gutshof befindet sich ein Honorarkonsulat von Kirgisistan.